# Viville (Belgique)
Pour les articles homonymes, voir Viville.
Viville [vi.vil](en allemand : Altenhofen, en luxembourgeois : Alenuewen, sur la carte de Ferraris : Altenhosen) est un village de la ville belge d'Arlon située en Région wallonne dans la province de Luxembourg.

## Géographie
Viville est situé à 2 km au nord-ouest du centre-ville d'Arlon. 
Il est bordé au nord-est par la route nationale 4 reliant Arlon et Bruxelles, au sud-est par la route nationale 82 reliant Arlon et Virton et au sud-ouest par la route nationale 40 reliant Arlon et Mons.

## Toponymie
Le nom de Viville est la traduction romane du toponyme allemand Altenhoven qui signifie « domaine rural ancien ». Vi- représente l'ancien français viez « vieux, ancien » encore attesté dans le nord du domaine d'oïl au début du XVIe siècle et issu ultimement du latin vetus de même sens. Son diminutif vetulus a donné vieil, vieux.
Altenhoven a été originairement le nom d'une ferme construite en côte.

## Histoire
Avant la fusion des communes de 1977, Viville faisait partie de la commune de Bonnert.

## Démographie
Viville compte 481 habitants au 31 décembre 2012.

## Curiosités
- L'église Notre-Dame de la Paix.

## Transports

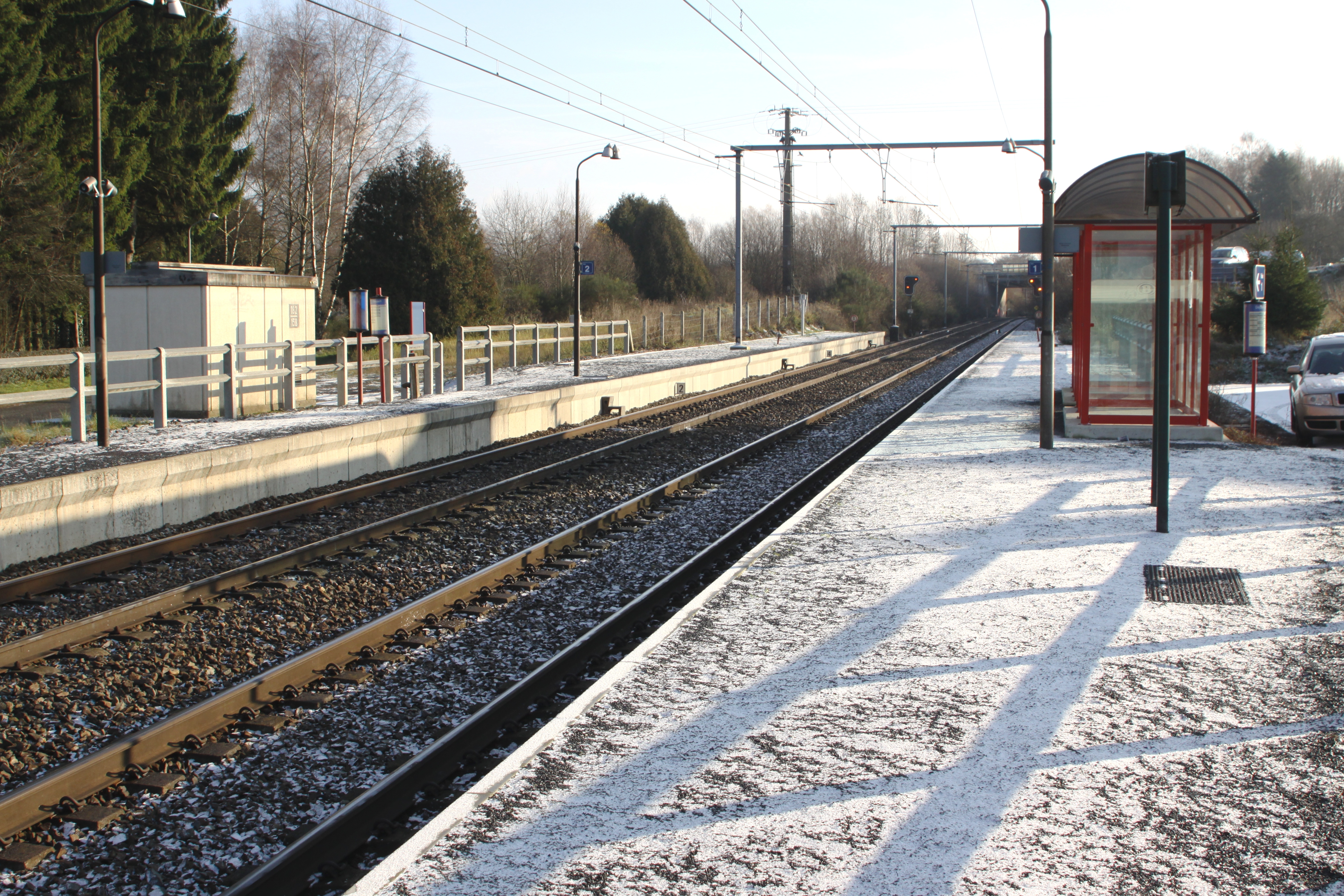
La gare de Viville.

La gare de Viville se trouve sur la ligne 162 d'Infrabel qui relie Namur à la frontière luxembourgeoise. Elle est située entre la gare de Stockem et la gare d'Arlon.

## Sport
Viville dispose d'un centre équestre.